# Stara Grabownica
Stara Grabownica – wieś sołecka w Polsce położona w województwie mazowieckim, w powiecie ostrowskim, w gminie Ostrów Mazowiecka.
W latach 1925–1954 w granicach Ostrowi Mazowieckiej.
W latach 1975–1998 miejscowość administracyjnie należała do województwa ostrołęckiego.
Obok miejscowości przepływa rzeczka Struga, dopływ Broku.
Przez Starą Grabownicę przebiega trasa rowerowa im. Wojciecha Bogumiła Jastrzębowskiego łącząca Ostrów Mazowiecką i Brok.
Wierni kościoła rzymskokatolickiego należą do parafii Chrystusa Dobrego Pasterza w Ostrowi Mazowieckiej.